# Tucapel
Tucapel este un târg și comună din provincia Bío Bío, regiunea Bío Bío, Chile, cu o populație de 13.427 locuitori (2012) și o suprafață de 914,9 km2.